# Dolianthus vaccinioides
Dolianthus vaccinioides är en måreväxtart som beskrevs av Charles Henry Wright. Dolianthus vaccinioides ingår i släktet Dolianthus och familjen måreväxter. Inga underarter finns listade i Catalogue of Life.